# Laqant
Medina Laqant o al-Laqant (en árabe لَقَنْت o ألَلَقَنْت) es un topónimo árabe que debe su origen a la voz latina Lucentum y que se ha identificado con la actual ciudad de Alicante.

## Historia
La localización de Lucentum siempre ha generado controversias. Si bien en un principio se situó en el Tossal de Manises, donde se han hallado restos de poblamiento púnico e íbero, este emplazamiento se despobló como muy tarde a mediados del siglo III. Por otro lado, en el actual barrio de Benalúa, al oeste del casco urbano de Alicante, se han encontrado restos de ocupación romana desde época republicana hasta al menos el siglo VIII. Las nuevas excavaciones realizadas han dado como resultado el hallazgo de nuevos vertederos con material tardío que ha permitido interpretar el yacimiento como un asentamiento de carácter industrial, con lo cual no podría relacionarse con Lucentum. Por tanto, si bien es muy probable que la Lucentum romana se hallara en el Tossal de Manises, parece claro que el enclave de Benalúa sería el Laqant del pacto de Teodomiro.
Por otra parte, el descubrimiento del poblamiento islámico del monte Benacantil, con abundante material tardorromano en su cima y en su falda, bajo niveles islámicos, parece ser clave para abrir otra posibilidad sobre la ubicación de la antigua Lucentum.